# Estadio Antonio Toledo Valle
El Estadio Antonio Toledo Valle es un estadio de usos múltiples ubicado en Zacatecoluca, El Salvador. 
Actualmente se utiliza para los partidos de fútbol y es el estadio del CD Platense Municipal Zacatecoluca. 
El estadio tiene actualmente una capacidad de 2600 personas. Fue construido en 1974 sobre el campo de aviación, por órdenes del entonces presidente de El Salvador Arturo Armando Molina. El estadio lleva el nombre de Antonio Toledo Valle, un futbolista originario de la región que pasó a jugar para CD Platense Municipal Zacatecoluca y varios clubes en El Salvador y México.
- Datos: Q3495516